# Liste der Stolpersteine in Hildesheim

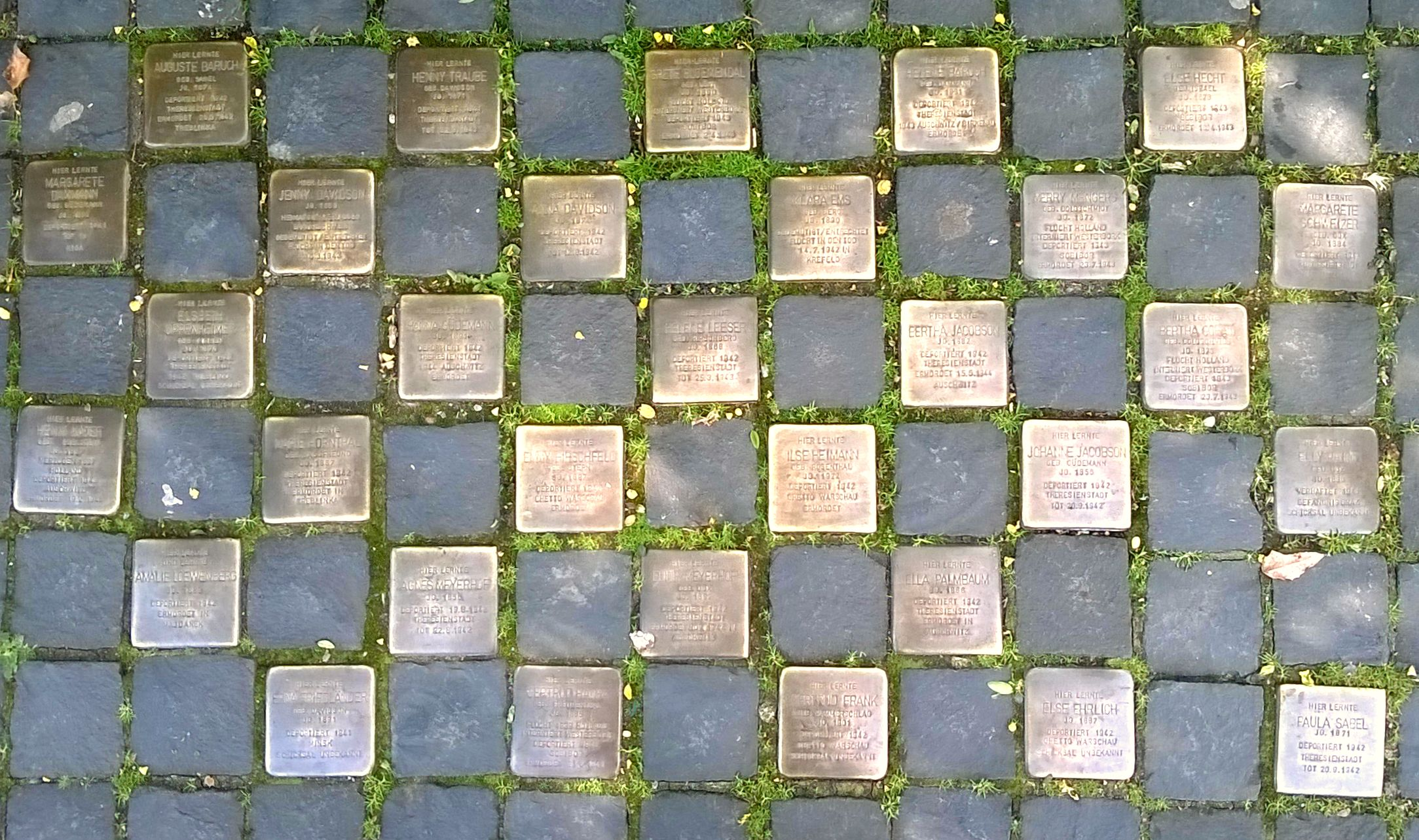
Stolpersteine vor dem Goethegymnasium (Goslarsche Straße 65–66)

Die Liste der Stolpersteine in Hildesheim enthält alle im Rahmen der Aktion des Künstlers Gunter Demnig verlegten Stolpersteine in der Stadt Hildesheim in Niedersachsen. In der Stadt wurden seit der ersten Verlegung im Jahr 2008 insgesamt 289 Stolpersteine verlegt (Stand April 2025).

## Stolpersteine in Hildesheim
| Bild                                 | Person, Inschrift | Adresse                                                                   | Verlegedatum  | Anmerkung |
| ------------------------------------ | --- | ------------------------------------------------------------------------- | ------------- | --- |
|                                      | Hier wohnte Rosa Palmbaum Geb. Philippsohn Jg. 1892 Deportiert 1942 Ghetto Warschau ermordet                                                                                           | Almsstraße 9 ⊙                                                            | 12. Mai 2021  | |
|                                      | Hier wohnte Heinz Herbert Palmbaum Jg. 1914 Flucht Portugal tot 1944 Lissabon | Almsstraße 9 ⊙                                                            | 12. Mai 2021  | |
|                                      | Hier wohnte Jürgen Palmbaum Jg. 1922 Deportiert 1942 Ghetto Warschau ermordet | Almsstraße 9 ⊙                                                            | 12. Mai 2021  | |
| Stolperstein für Julius Jonas        | Hier wohnte Julius Jonas Hammerschlag Jg. 1866 Deportiert 1942 Theresienstadt ermordet 1.1.1943                                                                                        | Almsstraße 14 ⊙                                                           | 17. Mai 2019  | |
|                                      | Hier wohnte Emma Hammerschlag Geb. Meyerstein Jg. 1867 Deportiert 1942 Theresienstadt ermordet 14.8.1942                                                                               | Almsstraße 14 ⊙                                                           | 17. Mai 2019  | |
|                                      | Hier wohnte Alfred Hammerschlag Jg. 1903 Flucht Holland Interniert Westerbork Deportiert 1943 Sobibor ermordet 9.7.1943                                                                | Almsstraße 14 ⊙                                                           | 17. Mai 2019  | |
|                                      | Hier wohnte Bertha Blumenthal Geb. Hammerschlag Jg. 1891 Flucht Holland Interniert Westerbork Deportiert 1944 Theresienstadt Auschwitz ermordet 11.10.1944                             | Almsstraße 14 ⊙                                                           | 22. Feb. 2022 | |
|                                      | Hier wohnte Ludwig Blumenthal Jg. 1880 gedemütigt/entrechtet Flucht Holland tot 30.08.1939 Apeldoorn                                                                                   | Almsstraße 14 ⊙                                                           | 22. Feb. 2022 | |
|                                      | Hier wohnte Else Burchard geb. Bernhard Jg. 1898 deportiert 1941 Ghetto Glusk ermordet 21.4.1941                                                                                       | Almsstraße 14 ⊙                                                           | 2. Apr. 2025  | Für Else Burchard wurde auch in Neustrelitz und in Greifswald je ein Stolperstein verlegt. |
|                                      | Hier wohnte Ella Frank geb. Hirschberg Jg. 1866 Flucht 1936 USA | Almsstraße 27 ⊙                                                           | 12. Mai 2021  | |
|                                      | Hier wohnte Alfred Frank Jg. 1890 deportiert 1942 Ghetto Warschau ermordet | Almsstraße 27 ⊙                                                           | 12. Mai 2021  | |
|                                      | Hier wohnte Gertrud Frank geb. Hammerschlag Jg. 1901 deportiert 1942 Ghetto Warschau ermordet                                                                                          | Almsstraße 27 ⊙                                                           | 12. Mai 2021  | |
|                                      | Hier wohnte Betty Meininger geb. Bachrach Jg. 1892 deportiert Theresienstadt befreit                                                                                                   | Almsstraße 28 ⊙                                                           | 1. März 2023  | |
|                                      | Hier wohnte Irmgard Meininger Jg. 1921 Flucht 1942 England | Almsstraße 28 ⊙                                                           | 1. März 2023  | |
|                                      | Hier wohnte Karl Meininger Jg. 1888 deportiert 1942 Theresienstadt befreit | Almsstraße 28 ⊙                                                           | 1. März 2023  | |
| Stolperstein für Emmy Levi           | Hier wohnte Emmy Levi geb. Winkler Jg. 1868 deportiert 1942 Theresienstadt tot 3.2.1944                                                                                                | Almsstraße 33 ⊙                                                           | 25. Nov. 2008 | |
| Stolperstein für Martha Stern        | Hier wohnte Martha Stern geb. Herzberg Jg. 1875 deportiert 1942 Theresienstadt ermordet 17.6.1943                                                                                      | Almsstraße 34 ⊙                                                           | 27. Sep. 2018 | |
| Stolperstein für Oskar Stern         | Hier wohnte Oskar Stern Jg. 1872 deportiert 1942 Theresienstadt ermordet 31.5.1943 | Almsstraße 34 ⊙                                                           | 27. Sep. 2018 | |
|                                      | Hier wohnte Frieda Hammerschlag Jg. 1867 deportiert 1942 Theresienstadt befreit | Almsstraße 50 ⊙                                                           | 1. März 2023  | |
|                                      | Hier wohnte Johanne Hammerschlag Jg. 1875 deportiert 1942 Warschau ermordet | Almsstraße 50 ⊙                                                           | 1. März 2023  | |
|                                      | Hier wohnte Selma Leeser geb. Hein Jg. 1863 unfreiwillig verzogen 1935 Hannover gedemütigt / entrechtet Flucht in den Tod 4.9.1941                                                     | Angoulêmeplatz 1 ⊙                                                        | 30. Nov. 2020 | |
|                                      | Hier wohnte Walter Kasper Jg. 1902 ´SCHUTZHAFT` 1938 KZ Buchenwald Tot an den Folgen 28.12.1938                                                                                        | Bahnhofsallee 8 ⊙                                                         | 3. März 2024  | |
|                                      | Hier wohnte Hildegard Kasper geb. Stern Jg. 1903 Flucht 1939 USA | Bahnhofsallee 8 ⊙                                                         | 3. März 2024  | |
|                                      | Hier wohnte Bertha Hammerschlag geb. Levy Jg. 1877 deportiert 1942 Ghetto Warschau ermordet                                                                                            | Bahnhofsallee 8 ⊙                                                         | 3. März 2024  | |
|                                      | Hier wohnte Rudolf Hammerschlag Jg. 1905 Flucht 1941 USA | Bahnhofsallee 8 ⊙                                                         | 3. März 2024  | |
|                                      | Hier wohnte Walter Hammerschlag Jg. 1906 Flucht USA | Bahnhofsallee 8 ⊙                                                         | 3. März 2024  | |
|                                      | Hier wohnte Sara Koopmann geb. Katz Jg. 1861 deportiert 1942 Theresienstadt ermordet 6.9.1942                                                                                          | Bahnhofsallee 32 ⊙                                                        | 3. März 2024  | |
|                                      | Hier wohnte Dr. Eduard Berg Jg. 1877 Flucht 1937 Holland versteckt überlebt | Bahnhofsallee 32 ⊙                                                        | 3. März 2024  | |
|                                      | Hier wohnte Erna Berg geb. Koopmann Jg. 1892 Flucht 1937 Holland versteckt überlebt | Bahnhofsallee 32 ⊙                                                        | 3. März 2024  | |
|                                      | Hier wohnte Marie-Luise Berg Jg. 1914 Flucht 1937 USA | Bahnhofsallee 32 ⊙                                                        | 3. März 2024  | |
|                                      | Hier wohnte Renate Berg Jg. 1926 Flucht 1937 Holland versteckt überlebt | Bahnhofsallee 32 ⊙                                                        | 3. März 2024  | |
| Stolperstein für Paula Bottländer    | Hier lebte Paula Bottländer geb. Lüters Jg. 1892 eingewiesen März 1938 Heilanstalt Hildesheim ‘verlegt’ 20.5.1941 Hadamar ermordet 20.5.1941 ’Aktion T4’                               | Bahnhofsallee 38–40 ehemalige Heil- und Pflegeanstalt ⊙                   | 27. März 2017 | |
|                                      | Hier wohnte Georg Birnbaum Jg. 1904 eingewiesen 1922 Heilanstalt Hildesheim ‘verlegt’ 27.9.1940 Brandenburg/Havel ermordet 27.9.1940 ’Aktion T4’                                       | Bahnhofsallee 38–40 ehemalige Heil- und Pflegeanstalt ⊙                   | 3. März 2024  | |
|                                      | Hier wohnte Agnes Meyer Jg. 1869 eingewiesen 1939 Heilanstalt Hildesheim ‘verlegt’ 27.9.1940 Brandenburg/Havel ermordet 27.9.1940 ’Aktion T4’                                          | Bahnhofsallee 38–40 ehemalige Heil- und Pflegeanstalt ⊙                   | 3. März 2024  | |
|                                      | Hier wohnte Karl Pahl Jg. 1903 eingewiesen Heilanstalt Hildesheim ‘verlegt’ März 1941 Waldheim 6.6.1941 Pirna-Sonnenstein ermordet 6.6.1941 ’Aktion T4’                                | Bahnhofsallee 38–40 ehemalige Heil- und Pflegeanstalt ⊙                   | 3. März 2024  | |
|                                      | Hier wohnte Albert Seligmann Jg. 1889 eingewiesen 1931 Heilanstalt Hildesheim ‘verlegt’ 27.9.1940 Brandenburg/Havel ermordet 27.9.1940 ’Aktion T4’                                     | Bahnhofsallee 38–40 ehemalige Heil- und Pflegeanstalt ⊙                   | 2. Apr. 2025  | |
|                                      | Hier wohnte Julius Stern Jg. 1888 eingewiesen 1937 Heilanstalt Hildesheim 1940 Wunstorf ‘verlegt’ 27.9.1940 Brandenburg/Havel ermordet 27.9.1940 ‘Aktion T4’                           | Bahnhofsallee 38–40 ehemalige Heil- und Pflegeanstalt ⊙                   | 2. Apr. 2025  | |
|                                      | Hier wohnte Helmut Silberberg Jg. 1919 eingewiesen 1937 Heilanstalt Hildesheim 1938 Eglfing-Haar ‘verlegt‘ 20.9.1940 Hartheim ermordet 20.9.1940 ’Aktion T4’                           | Bahnhofsallee 38–40 ehemalige Heil- und Pflegeanstalt ⊙                   | 2. Apr. 2025  | |
|                                      | Hier wohnte Ida Nussbaum geb. Löwenstein Jg. 1870 deportiert 1942 Theresienstadt 1942 Treblinka ermordet                                                                               | Bahnhofsplatz 11 ⊙                                                        | 4. März 2024  | |
|                                      | Hier wohnte Dr. Leopold Cohn Jg. 1878 Flucht 1939 Palästina | Bergstraße 1                                                              | 2. Apr. 2025  | Gedenktafel |
|                                      | Hier Jenny Cohn geb. Lippmann Jg. 1878 gedemütigt / entrechtet Flucht in den Tod 12.7.1938                                                                                             | Bergstraße 1                                                              | 2. Apr. 2025  | |
|                                      | Hier wohnte Hans-Heinrich Cohn Jg. 1905 Flucht 1939 Palästina | Bergstraße 1                                                              | 2. Apr. 2025  | |
|                                      | Hier wohnte Hans Feige Jg. 1904 Flucht 1939 Südamerika | Bernwardstraße 32 ⊙                                                       | 1. März 2023  | |
|                                      | Hier wohnte Herbert Feige Jg. 1909 Flucht 1934 Palästina | Bernwardstraße 32 ⊙                                                       | 1. März 2023  | |
|                                      | Hier wohnte Ida-Anne Feige Geb. Hamm Jg. 1876 gedemütigt/entrechtet tot 10. April 1940                                                                                                 | Bernwardstraße 32 ⊙                                                       | 1. März 2023  | |
|                                      | Hier wohnte Julius Feige Jg. 1866 gedemütigt/entrechtet Flucht in den Tod 18. März 1942                                                                                                | Bernwardstraße 32 ⊙                                                       | 1. März 2023  | |
|                                      | Hier wohnte Anna Mattern Jg. 1888 Deportiert 1942 Theresienstadt befreit | Bernwardstraße 32 ⊙                                                       | 1. März 2023  | |
|                                      | Hier wohnte Carl Mattern Jg. 1883 Ausgegrenzt/Drangsaliert Tot 17. Aug. 1937 | Bernwardstraße 32 ⊙                                                       | 2. Apr. 2025  | |
|                                      | Hier wohnte Reinhilde Mattern Jg. 1912 verhaftet 1942 'Heimtücke' Gefängnis Hildesheim entlassen 20.2.1945                                                                             | Bernwardstraße 32 ⊙                                                       | 2. Apr. 2025  | |
|                                      | Hier wohnte Dora Bock Geb. Halle Jg. 1894 Flucht 1939 Holland Interniert Westerbork Deportiert 1942 ermordet in Auschwitz                                                              | Binderstraße 36 ⊙                                                         | 12. Mai 2021  | |
|                                      | Hier wohnte Hannelore Bock Jg. 1925 Mit Hilfe Flucht 1938 Holland 1939 England | Binderstraße 36 ⊙                                                         | 12. Mai 2021  | |
|                                      | Hier wohnte Hans Hermann Bock Jg. 1928 Mit Hilfe Flucht 1938 England | Binderstraße 36 ⊙                                                         | 12. Mai 2021  | |
|                                      | Hier wohnte Frieda Abraham Jg. 1860 Deportiert 1942 Theresienstadt Ermordet 12.8.1942                                                                                                  | Bismarckstr. 6 ⊙                                                          | 2. Apr. 2025  | |
|                                      | Hier wohnte Sophie Leviberg geb. Abraham Jg. 1871 Deportiert 1942 Theresienstadt 1942 Treblinka Ermordet                                                                               | Bismarckstr. 6 ⊙                                                          | 2. Apr. 2025  | |
|                                      | Hier wohnte Abraham Zucker Jg. 1901 ‘Polenaktion‘ 1938 Bentschen / Zbaszyn Schicksal nie geklärt                                                                                       | Bismarckstraße 7a ⊙                                                       | 4. März 2024  | |
|                                      | Hier wohnte Anni Zucker geb. Intrator Jg. 1907 ‘Polenaktion‘ 1938 Bentschen / Zbaszyn Schicksal nie geklärt                                                                            | Bismarckstraße 7a ⊙                                                       | 4. März 2024  | |
|                                      | Hier wohnte Jakob Zucker Jg. 1928 ‘Polenaktion‘ 1938 Bentschen / Zbaszyn Schicksal nie geklärt                                                                                         | Bismarckstraße 7a ⊙                                                       | 4. März 2024  | |
|                                      | Hier wohnte Sonja Zucker Jg. 1930 ‘Polenaktion‘ 1938 Bentschen / Zbaszyn Schicksal nie geklärt                                                                                         | Bismarckstraße 7a ⊙                                                       | 4. März 2024  | |
|                                      | Hier wohnte Kalman Häcker Jg. 1889 Flucht 1939 Frankreich Interniert Drancy Deportiert 1942 ermordet in Auschwitz                                                                      | Braunschweiger Straße 22 ⊙                                                | 12. Mai 2021  | |
|                                      | Hier wohnte Jenny Häcker Geb. Ufer Jg. 1885 Jacoby’sche Anstalt Bendorf-Sayn Deportiert 1942 Transit-Ghetto Krasniczyn ermordet                                                        | Braunschweiger Straße 22 ⊙                                                | 12. Mai 2021  | |
|                                      | Hier wohnte Mali Häcker Jg. 1917 Flucht 1936 Palästina | Braunschweiger Straße 22 ⊙                                                | 12. Mai 2021  | |
|                                      | Hier wohnte David Meier Jg. 1881 Verhaftet März 1937 Von SA misshandelt tot an den Folgen 3.4.1937                                                                                     | Braunschweiger Straße 53 ⊙                                                | 12. Mai 2021  | die Stolpersteine für die Familie Meier liegen vor dem Seitenflügel des Gebäudes in der Annenstraße |
|                                      | Hier wohnte Martha Meier Geb. Marcus Jg. 1891 Flucht 1937 England | Braunschweiger Straße 53 ⊙                                                | 12. Mai 2021  | die Stolpersteine für die Familie Meier liegen vor dem Seitenflügel des Gebäudes in der Annenstraße |
|                                      | Hier wohnte Liesel Meier Geb. Marcus Jg. 1935 Mit Hilfe Flucht 1939 Norwegen | Braunschweiger Straße 53 ⊙                                                | 12. Mai 2021  | die Stolpersteine für die Familie Meier liegen vor dem Seitenflügel des Gebäudes in der Annenstraße |
|                                      | Hier wohnte Erich Meier Jg. 1921 Mit Hilfe Flucht 1937 Frankreich | Braunschweiger Straße 53 ⊙                                                | 12. Mai 2021  | die Stolpersteine für die Familie Meier liegen vor dem Seitenflügel des Gebäudes in der Annenstraße |
|                                      | Hier lernte Rudi James Bloemendal Jg. 1921 Flucht 1934 Holland Interniert Westerbork Deportiert 1942 Auschwitz Ermordet 1.9.1942                                                       | Domhof 7 (Gymnasium Josephinum) ⊙                                         | 30. Juni 2015 | Im April 2025 wurde für Rudi Bloemendal an der ehemaligen Wohnadresse Hoher Weg 5 ebenfalls ein Stolperstein verlegt. |
|                                      | Hier lernte Kurt Isaak Bloemendal Jg. 1919 Flucht 1934 Holland Interniert Westerbork Deportiert 1942 Auschwitz ermordet 30.9.1942                                                      | Domhof 7 (Gymnasium Josephinum) ⊙                                         | 30. Juni 2015 | Im April 2025 wurde für Kurt Bloemendal an der ehemaligen Wohnadresse Hoher Weg 5 ebenfalls ein Stolperstein verlegt. |
|                                      | Hier lernte Harry Popper Jg. 1858 1938 Zwangsaufgabe des Geschäftes ′Schutzhaft′ 1938 Buchenwald tot 15.5.1940                                                                         | Domhof 7 (Gymnasium Josephinum) ⊙                                         | 17. Mai 2019  | Harry Popper war Kaufmann und Inhaber einer Schuhwarenhandlung. Er musste zwischen 1939 und 1940 sein Geschäft zwangsweise aufgeben und starb am 15. Mai 1940 in Hildesheim. Im Jahr 2012 wurde im Friesenstieg 9 ein Stolperstein an seinem ehemaligen Wohnort verlegt                                                                        |
|                                      | Hier lernte Albert Katzenstein Jg. 1872 Deportiert 1942 aus Kassel Theresienstadt ermordet 1.11.1942                                                                                   | Domhof 7 (Gymnasium Josephinum) ⊙                                         | 17. Mai 2019  | |
|                                      | Hier lernte Werner Stern Jg. 1926 Deportiert 1942 Ghetto Warschau ermordet | Domhof 7 (Gymnasium Josephinum) ⊙                                         | 17. Mai 2019  | |
|                                      | Hier lernte Gerhard Freudenthal Jg. 1927 Flucht 1939 England | Domhof 7 (Gymnasium Josephinum) ⊙                                         | 17. Mai 2019  | |
|                                      | Hier lernte Johannes Jäger Kaplan Jg. 1913 Verhaftet 1941 Goslar 'Staatsfeindliches Verhalten' Dachau befreit                                                                          | Domhof 7 (Gymnasium Josephinum) ⊙                                         | 17. Mai 2019  | |
|                                      | Hier lernte Franz Iseke Pfarrer Jg. 1872 Verhaftet 1937 Kritische Äußerungen in Predigten und Jugendarbeit Gefängnis Halberstadt tot 24.1.1938 Bischofferode                           | Domhof 7 (Gymnasium Josephinum) ⊙                                         | 17. Mai 2019  | |
|                                      | Hier lernte Wilhelm Gnegel Pfarrer Jg. 1893 Verhaftet 1943 Salzgitter 'Wahrung des Beichtgeheimnisses' 1943 Dachau befreit                                                             | Domhof 7 (Gymnasium Josephinum) ⊙                                         | 17. Mai 2019  | |
|                                      | Hier lernte Otto Bank Pfarrer Jg. 1900 ’Schutzhaft’ 1938 ’Staatsfeindliches Verhalten’ Gefängnis Hannover entlassen 1940                                                               | Domhof 7 (Gymnasium Josephinum) ⊙                                         | 17. Mai 2019  | |
|                                      | Hier lernte Dr. Otto Seelmeyer Generalvikar Jg. 1877 Verhaftet 1935 ’Devisenvergehen’ Zuchthaus Brandenburg entlassen 1937 tot 24.1.1942                                               | Domhof 7 (Gymnasium Josephinum) ⊙                                         | 17. Mai 2019  | |
|                                      | Hier wohnte Leopold Engel Jg. 1868 Deportiert 1942 Theresienstadt ermordet 6.9.1942 | Friesenstieg 3 ⊙                                                          | 2. März 2023  | |
|                                      | Hier wohnte Harry Popper Jg. 1858 Zwangsaufgabe des Geschäftes Deportiert Schicksal unbekannt                                                                                          | Friesenstieg 9 ⊙                                                          | 9. März 2012  | Harry Popper war Kaufmann und Inhaber einer Schuhwarenhandlung. Er musste zwischen 1939 und 1940 sein Geschäft zwangsweise aufgeben und starb am 15. Mai 1940 in Hildesheim. Im Jahr 2019 wurde am Domhof 7 ein weiterer Stolperstein an seiner ehemaligen Schule verlegt.                                                                     |
|                                      | Hier wohnte Friederike Goldzieher Geb. Kessler Jg. 1854 Deportiert 1942 Theresienstadt ermordet 4.11.1942                                                                              | Friesenstieg 16 ⊙                                                         | 2. März 2023  | |
|                                      | Hier wohnte Emmy Hirschfeld Geb. Stern Jg. 1897 Deportiert 1942 Ghetto Warschau ermordet                                                                                               | Friesenstraße 3/4 ⊙                                                       | 30. Nov. 2020 | |
|                                      | Hier wohnte Heinz Hirschfeld Jg. 1921 Deportiert 1942 Ghetto Warschau ermordet | Friesenstraße 3/4 ⊙                                                       | 30. Nov. 2020 | |
|                                      | Hier wohnte Albert Stern Jg. 1868 Deportiert 1942 Theresienstadt ermordet 9.1.1943 | Friesenstraße 3/4 ⊙                                                       | 30. Nov. 2020 | |
|                                      | Hier wohnte Margarethe Stern Jg. 1902 Deportiert 1942 Theresienstadt ermordet 23.2.1943                                                                                                | Friesenstraße 3/4 ⊙                                                       | 30. Nov. 2020 | |
|                                      | Hier wohnte Max Stern Jg. 1899 Flucht 1938 Ecuador | Friesenstraße 3/4 ⊙                                                       | 30. Nov. 2020 | |
|                                      | Hier wohnte Hermann Auerbach Jg. 1878 Deportiert 1942 Warschau ermordet | Friesenstraße 3/4 ⊙                                                       | 2. März 2023  | |
|                                      | Hier wohnte Johanna Auerbach Geb. Pins Jg. 1880 Deportiert 1942 Warschau ermordet | Friesenstraße 3/4 ⊙                                                       | 2. März 2023  | |
| Siegmund Michelsen, Friesenstraße 20 | Hier wohnte Siegmund Michelsen Jg. 1875 deportiert 1942 Ghetto Warschau ermordet | Friesenstraße 20 ⊙                                                        | 4. März 2024  | |
|                                      | Hier wohnte Emmy Michelsen geb. Gusdorf verw. Türk Jg. 1876 deportiert 1942 Ghetto Warschau ermordet                                                                                   | Friesenstraße 20 ⊙                                                        | 4. März 2024  | |
|                                      | Hier lernte Marie Hornthal Geb. Bassfreund Jg. 1867 Deportiert 1942 Theresienstadt ermordet in Treblinka                                                                               | Goslarsche Straße 65–66 (Goethegymnasium) ⊙                               | 17. Aug. 2010 | |
|                                      | Hier lernte Klara Ems Jg. 1890 Gedemütigt/entrechtet Flucht in den Tod 14.7.1942 in Krefeld                                                                                            | Goslarsche Straße 65–66 (Goethegymnasium) ⊙                               | 17. Aug. 2010 | |
|                                      | Hier lernte Anna Davidson Jg. 1874 Deportiert 1942 Theresienstadt tot 12.8.1942 | Goslarsche Straße 65–66 (Goethegymnasium) ⊙                               | 17. Aug. 2010 | |
|                                      | Hier lernte Edith Meyerhof Geb. Dux Jg. 1892 Deportiert 1942 Theresienstadt ermordet Nov. 1942 in Auschwitz                                                                            | Goslarsche Straße 65–66 (Goethegymnasium) ⊙                               | 17. Aug. 2010 | |
|                                      | Hier lernte Hanna Güdemann Jg. 1891 Deportiert 1942 Theresienstadt 1944 Auschwitz ermordet                                                                                             | Goslarsche Straße 65–66 (Goethegymnasium) ⊙                               | 17. Aug. 2010 | |
|                                      | Hier lernte Johanne Jacobson Geb. Güdemann Jg. 1856 Deportiert 1942 Theresienstadt tot 20.9.1942                                                                                       | Goslarsche Straße 65–66 (Goethegymnasium) ⊙                               | 17. Aug. 2010 | |
|                                      | Hier lernte Bertha Jacobson Jg. 1882 Deportiert 1942 Theresienstadt Ermordet 15.5.1944 Auschwitz                                                                                       | Goslarsche Straße 65–66 (Goethegymnasium) ⊙                               | 17. Aug. 2010 | |
|                                      | Hier lernte Helene Leeser Geb. Hirschberg Jg. 1868 Deportiert 1942 Theresienstadt tot 25.3.1943                                                                                        | Goslarsche Straße 65–66 (Goethegymnasium) ⊙                               | 17. Aug. 2010 | |
|                                      | Hier lernte Grete Bloemendal Geb. Levi Jg. 1890 Flucht Holland Interniert Westerbork Deportiert 1943 Sobibor ermordet 2.4.1943                                                         | Goslarsche Straße 65–66 (Goethegymnasium) ⊙                               | 17. Aug. 2010 | Im April 2025 wurde für Grete Bloemendal an der ehemaligen Wohnadresse Hoher Weg 5 ebenfalls ein Stolperstein verlegt. |
|                                      | Hier lernte und lehrte Amalie Loewenberg Jg. 1889 Deportiert 1942 ermordet in Majdanek                                                                                                 | Goslarsche Straße 65–66 (Goethegymnasium) ⊙                               | 17. Aug. 2010 | |
|                                      | Hier lernte Agnes Meyerhof Jg. 1856 Deportiert 19.8.1942 Theresienstadt tot 22.8.1942                                                                                                  | Goslarsche Straße 65–66 (Goethegymnasium) ⊙                               | 17. Aug. 2010 | |
|                                      | Hier lernte Ella Palmbaum Jg. 1886 Deportiert 1942 Theresienstadt ermordet in Auschwitz                                                                                                | Goslarsche Straße 65–66 (Goethegymnasium) ⊙                               | 17. Aug. 2010 | |
|                                      | Hier lernte Ilse Heimann Geb. Rosenthal Jg. 1922 Deportiert 1942 Ghetto Warschau ermordet                                                                                              | Goslarsche Straße 65–66 (Goethegymnasium) ⊙                               | 17. Aug. 2010 | |
|                                      | Hier lernte Paula Sabel Jg. 1871 Deportiert 1942 Theresienstadt tot 20.9.1942 | Goslarsche Straße 65–66 (Goethegymnasium) ⊙                               | 17. Aug. 2010 | |
|                                      | Hier lernte Emmy Hirschfeld Geb. Stern Jg. 1897 Deportiert 1942 Ghetto Warschau ermordet                                                                                               | Goslarsche Straße 65–66 (Goethegymnasium) ⊙                               | 17. Aug. 2010 | |
|                                      | Hier lernte Helene Baruch Geb. Dammann Jg. 1891 Deportiert 1942 Theresienstadt 1943 Auschwitz/Birkenau ermordet                                                                        | Goslarsche Straße 65–66 (Goethegymnasium) ⊙                               | 23. Jan. 2012 | |
|                                      | Hier lernte Henny Traube Geb. Davidson Jg. 1871 Deportiert 1941 Theresienstadt tot 22.9.1943                                                                                           | Goslarsche Straße 65–66 (Goethegymnasium) ⊙                               | 23. Jan. 2012 | |
|                                      | Hier lernte Jenny Davidson Jg. 1865 Heimatort verlassen Braunschweig Gedemütigt/entrechtet Flucht in den Tod 16.3.1943                                                                 | Goslarsche Straße 65–66 (Goethegymnasium) ⊙                               | 23. Jan. 2012 | |
|                                      | Hier lernte Else Ehrlich Jg. 1887 Deportiert 1942 Ghetto Warschau Schicksal unbekannt                                                                                                  | Goslarsche Straße 65–66 (Goethegymnasium) ⊙                               | 23. Jan. 2012 | |
|                                      | Hier lernte Erna Friedländer geb. Davidson Jg. 1891 Deportiert 1941 Minsk Schicksal unbekannt                                                                                          | Goslarsche Straße 65–66 (Goethegymnasium) ⊙                               | 23. Jan. 2012 | |
|                                      | Hier lernte Elly Reich Geb. Dux Jg. 1890 Verhaftet 1943 Gefängnis Graz Schicksal unbekannt                                                                                             | Goslarsche Straße 65–66 (Goethegymnasium) ⊙                               | 23. Jan. 2012 | |
|                                      | Hier lernte Margarete Schweizer Geb. Dux Jg. 1884 Deportiert 1942 Theresienstadt tot 8.12.1943                                                                                         | Goslarsche Straße 65–66 (Goethegymnasium) ⊙                               | 23. Jan. 2012 | |
|                                      | Hier lernte Gertrud Hadra Geb. Freudenthal Jg. 1865 Flucht 1939 Holland Interniert Westerbork Deportiert 1943 Sobibor ermordet 21.5.1943                                               | Goslarsche Straße 65–66 (Goethegymnasium) ⊙                               | 23. Jan. 2012 | |
|                                      | Hier lernte Bertha Cohen Geb. Goldschmidt Jg. 1870 Flucht Holland Interniert Westerbork Deportiert 1943 Sobibor ermordet 23.7.1943                                                     | Goslarsche Straße 65–66 (Goethegymnasium) ⊙                               | 23. Jan. 2012 | |
|                                      | Hier lernte Merry Mengers Geb. Goldschmidt Jg. 1872 Flucht Holland Interniert Westerbork Deportiert 1943 Sobibor ermordet 23.7.1943                                                    | Goslarsche Straße 65–66 (Goethegymnasium) ⊙                               | 23. Jan. 2012 | |
|                                      | Hier lernte Margarete Dammann Geb. Güdemann Jg. 1890 Deportiert 1941 tot in Riga | Goslarsche Straße 65–66 (Goethegymnasium) ⊙                               | 23. Jan. 2012 | |
|                                      | Hier lernte Gertrud Frank Geb. Hammerschlag Jg. 1901 Deportiert 1942 Ghetto Warschau Schicksal unbekannt                                                                               | Goslarsche Straße 65–66 (Goethegymnasium) ⊙                               | 23. Jan. 2012 | |
|                                      | Hier lernte Else Hecht Geb. Israel Jg. 1878 Deportiert 1943 Sobibor ermordet 16.4.1943                                                                                                 | Goslarsche Straße 65–66 (Goethegymnasium) ⊙                               | 23. Jan. 2012 | |
|                                      | Hier lernte Auguste Baruch Geb. Sabel Jg. 1874 Deportiert 1942 Theresienstadt ermordet 26.9.1942 Treblinka                                                                             | Goslarsche Straße 65–66 (Goethegymnasium) ⊙                               | 23. Jan. 2012 | |
|                                      | Hier lernte Henni Kater Geb. Edelstein Jg. 1867 Verzogen 1987 Holland Deportiert 1943 Auschwitz ermordet 19.2.1943                                                                     | Goslarsche Straße 65–66 (Goethegymnasium) ⊙                               | 23. Jan. 2012 | |
|                                      | Hier lernte Elsbeth Oppenheimer Geb. Kohen Jg. 1870 Deportiert 1942 Theresienstadt 1942 Treblinka Schicksal unbekannt                                                                  | Goslarsche Straße 65–66 (Goethegymnasium) ⊙                               | 23. Jan. 2012 | Im November 2020 wurde an ihrer ehemaligen Wohnadresse am Zingel 33 ebenfalls ein Stolperstein verlegt. |
|                                      | Hier lernte Julius 'Jonah' Goldschmidt Jg. 1862 Deportiert 1940 Gurs rrmordet 27.12.1940                                                                                               | Hagentorwall 17 (Gymnasium Andreanum) ⊙                                   | 12. Mai 2021  | |
|                                      | Hier lernte Otto Wolfes Jg. 1886 Deportiert 1941 Łodz/Litzmannstadt 1944 Dachau ermordet 17.1.1945 Lager Kaufering                                                                     | Hagentorwall 17 (Gymnasium Andreanum) ⊙                                   | 12. Mai 2021  | |
|                                      | Hier lernte Hans Dammann Jg. 1902 'Schutzhaft' 1938 Sachsenhausen ermordet 7.12.1938                                                                                                   | Hagentorwall 17 (Gymnasium Andreanum) ⊙                                   | 12. Mai 2021  | |
|                                      | Hier lernte Wilhelm Dux Jg. 1880 Deportiert 1942 Ghetto Warschau ermordet | Hagentorwall 17 (Gymnasium Andreanum) ⊙                                   | 12. Mai 2021  | |
|                                      | Hier lernte Walter Ehrlich Jg. 1889 Flucht Holland Interniert Westerbork Deportiert 1942 Auschwitz ermordet 2.11.1942                                                                  | Hagentorwall 17 (Gymnasium Andreanum) ⊙                                   | 12. Mai 2021  | |
|                                      | Hier lernte Julius Elias Jg. 1873 Deportiert 1942 Theresienstadt ermordet 24.11.1942                                                                                                   | Hagentorwall 17 (Gymnasium Andreanum) ⊙                                   | 12. Mai 2021  | |
|                                      | Hier lernte Otto Kohen Jg. 1876 Gedemütigt/entrechtet Flucht in den Tod 6.10.1941 Hannover                                                                                             | Hagentorwall 17 (Gymnasium Andreanum) ⊙                                   | 12. Mai 2021  | |
|                                      | Hier lernte Kurt Wollberg Jg. 1906 Deportiert 1941 Riga ermordet | Hagentorwall 17 (Gymnasium Andreanum) ⊙                                   | 12. Mai 2021  | |
|                                      | Hier lernte Alfred Frank Jg. 1890 Deportiert 1942 Ghetto Warschau ermordet | Hagentorwall 17 (Gymnasium Andreanum) ⊙                                   | 1. März 2023  | |
|                                      | Hier lernte Edgar Frank Jg. 1896 Flucht 1939 USA | Hagentorwall 17 (Gymnasium Andreanum) ⊙                                   | 1. März 2023  | |
|                                      | Hier lernte Adolph Goldschmidt Jg. 1868 Flucht Holland Interniert Westerbork Deportiert 1944 Auschwitz ermordet 25.10.1944                                                             | Hagentorwall 17 (Gymnasium Andreanum) ⊙                                   | 1. März 2023  | |
|                                      | Hier lernte Alexander Goldschmidt Jg. 1879 Flucht Frankreich Interniert Drancy Deportiert 1941 ermordet in Auschwitz                                                                   | Hagentorwall 17 (Gymnasium Andreanum) ⊙                                   | 1. März 2023  | |
|                                      | Hier lernte Isaak Julius Israel Jg. 1881 'Schutzhaft' 1938 Dachau ermordet 2.12.1938                                                                                                   | Hagentorwall 17 (Gymnasium Andreanum) ⊙                                   | 1. März 2023  | |
|                                      | Hier lernte Rabbiner Bruno Italiener Jg. 1881 Flucht 1939 England | Hagentorwall 17 (Gymnasium Andreanum) ⊙                                   | 1. März 2023  | |
|                                      | Hier lernte Ernst Jacobson Jg. 1884 Gedemütigt/entrechtet Flucht in den Tod 8. Okt. 1938 Osnabrück                                                                                     | Hagentorwall 17 (Gymnasium Andreanum) ⊙                                   | 1. März 2023  | |
|                                      | Hier lernte Wilhelm Kohen Jg. 1875 Flucht Belgien tot 1942 | Hagentorwall 17 (Gymnasium Andreanum) ⊙                                   | 1. März 2023  | |
|                                      | Hier lernte Julius Kohsen Jg. 1866 Gedemütigt/entrechtet Flucht in den Tod 28. Aug. 1938 Berlin                                                                                        | Hagentorwall 17 (Gymnasium Andreanum) ⊙                                   | 1. März 2023  | |
|                                      | Hier lernte Georg Rosenberg Jg. 1878 Deportiert 1941 Lodz / Litzmannstadt ermordet 12.8.1942                                                                                           | Hagentorwall 17 (Gymnasium Andreanum) ⊙                                   | 1. März 2023  | |
|                                      | Hier lernte Georg Sabel Jg. 1879 Deportiert 1941 Riga ermordet | Hagentorwall 17 (Gymnasium Andreanum) ⊙                                   | 1. März 2023  | |
|                                      | Hier wohnte Alex Rehfeld Jg. 1875 Flucht 1941 USA | Hannoversche Str. 27                                                      | 2. Apr. 2025  | |
|                                      | Hier wohnte Ella Rehfeld geb. Katzenstein Jg. 1881 Flucht 1941 USA | Hannoversche Str. 27                                                      | 2. Apr. 2025  | |
|                                      | Hier wohnte Egon Rehfeld Jg. 1903 Flucht 1939 USA | Hannoversche Str. 27                                                      | 2. Apr. 2025  | |
|                                      | Hier wohnte Edith Rehfeld geb. Schürmann Jg. 1917 Flucht 1939 USA | Hannoversche Str. 27                                                      | 2. Apr. 2025  | |
|                                      | Hier wohnte Erna Alexander geb. Eschen Jg. 1900 Deportiert 1943 Theresienstadt 1944 Auschwitz Ermordet                                                                                 | Hannoversche Str. 27                                                      | 2. Apr. 2025  | |
|                                      | Hier wohnte Berthold Mehm Bibelforscher Jg. 1874 Verhaftet 1936 Sachsenhausen tot 28.3.1939                                                                                            | Heinrichstraße 10 ⊙                                                       | 9. März 2012  | Berthold Mehm wurde am 17. Dezember 1936 als Zeuge Jehovas inhaftiert und wegen Verteilung einer „regimefeindlichen Schrift“ zu einem Jahr Haft verurteilt, die er im Gefängnis Wolfenbüttel verbüßte. Nach der Haftentlassung kam Mehm in „Schutzhaft“ und wurde in das KZ Sachsenhausen deportiert. Er wurde am 28. März 1939 dort ermordet. |
|                                      | Hier wohnte Wilhelm Töllner Jg. 1900 Zeuge Jehovas Mehrmals verhaftet zuletzt 1936 Buchenwald 'Stimme von Buchenwald' befreit/überlebt                                                 | Heinrichstraße 10 ⊙                                                       | 9. März 2012  | Wilhelm Töllner war 1936 als Zeuge Jehovas im KZ Buchenwald inhaftiert, überlebte das KZ und kehrte nach dessen Befreiung nach Meinerzhagen zurück. Er starb 1983 in Meinerzhagen. |
|                                      | Hier wohnte Hedwig Mehm Geb. Jahns Jg. 1886 Zeugin Jehovas Verhaftet 15.12.1936 Inhaftiert in mehreren Gefängnissen entlassen 1942                                                     | Heinrichstraße 10 ⊙                                                       | 27. März 2017 | Hedwig Mehm war Zeugin Jehovas, wurde am 15. Dezember 1936 verhaftet und war in mehreren Gefängnissen inhaftiert. Aus Wiedenbrück wurde sie 1942 entlassen. |
|                                      | Hier wohnte Elise Darmstädter Geb. Katzenstein Jg. 1867 Deportiert 1942 Theresienstadt tot 21.8.1942                                                                                   | Heinrichstraße 13 ⊙                                                       | 27. März 2017 | |
|                                      | Hier wohnte Max Darmstädter Jg. 1901 Deportiert 1942 Ghetto Warschau Schicksal unbekannt                                                                                               | Heinrichstraße 13 ⊙                                                       | 27. März 2017 | |
|                                      | Hier wohnte Wilhelm Dux Jg. 1880 Deportiert 1942 Ghetto Warschau ermordet | Hindenburgplatz 3 ⊙                                                       | 30. Nov. 2020 | |
|                                      | Hier wohnte Joseph Schweizer Jg. 1869 Deportiert 1942 Theresienstadt ermordet 7.11.1942                                                                                                | Hindenburgplatz 3 ⊙                                                       | 30. Nov. 2020 | |
|                                      | Hier wohnte Margarete Schweizer Geb. Dux Jg. 1884 Deportiert 1942 Theresienstadt | Hindenburgplatz 3 ⊙                                                       | 30. Nov. 2020 | |
|                                      | Hier wohnte Elsbeth Dux geb. Herzberg Jg. 1859 gedemütigt / entrechtet tot 24.3.1941                                                                                                   | Hindenburgplatz 3 ⊙                                                       | 2. Apr. 2025  | |
|                                      | Hier wohnte Hermann Bloemendal Jg. 1886 Flucht 1934 Holland interniert Westerbork deportiert Sobibor ermordet 2.4.1943                                                                 | Hoher Weg 5 ⊙                                                             | 4. März 2024  | |
|                                      | Hier wohnte Grete Bloemendal geb. Levi Jg. 1890 Flucht 1934 Holland interniert Westerbork deportiert 1943 Sobibór ermordet 2.4.1943                                                    | Hoher Weg 5 ⊙                                                             | 2. Apr. 2025  | Im August 2010 wurde am Goethegymnasium, Goslarsche Str. 65–66 für Grete Bloemendal ebenfalls ein Stolperstein verlegt. |
|                                      | Hier wohnte Kurt Bloemendal Jg. 1919 Flucht 1934 Holland interniert Westerbork deportiert 1942 Auschwitz ermordet 30.9.1942                                                            | Hoher Weg 5 ⊙                                                             | 2. Apr. 2025  | Im Juni 2015 wurde am Gymnasium Josephinum, Domhof 7 für Kurt Bloemendal ebenfalls ein Stolperstein verlegt. |
|                                      | Hier wohnte Rudi Bloemendal Jg. 1921 Flucht 1934 Holland interniert Westerbork deportiert 1942 Auschwitz ermordet 30.9.1942                                                            | Hoher Weg 5 ⊙                                                             | 2. Apr. 2025  | Im Juni 2015 wurde am Gymnasium Josephinum, Domhof 7 für Rudi Bloemendal ebenfalls ein Stolperstein verlegt. |
|                                      | Hier wohnte Max Kann Jg. 1877 gedemütigt/entrechtet Flucht in den Tod 2. Juli 1938 | Hoher Weg 25 ⊙                                                            | 1. März 2023  | |
|                                      | Hier wohnte Sara Kann geb. Löwenstein Jg. 1881 deportiert 1942 Schicksal nie geklärt                                                                                                   | Hoher Weg 25 ⊙                                                            | 1. März 2023  | |
|                                      | Hier wohnte Else Spiegel geb. Ruhemann Jg. 1876 deportiert 1942 Ghetto Warschau ermordet                                                                                               | Hoher Weg 36 ⊙                                                            | 22. Feb. 2022 | |
|                                      | Hier wohnte Julius Stern Jg. 1886 deportiert 1942 Ghetto Warschau ermordet | Hoher Weg 36 ⊙                                                            | 22. Feb. 2022 | |
|                                      | Hier wohnte Hedwig Stern geb. Silberberg Jg. 1892 deportiert 1942 Ghetto Warschau ermordet                                                                                             | Hoher Weg 36 ⊙                                                            | 22. Feb. 2022 | |
|                                      | Hier wohnte Günther Stern Jg. 1922 Flucht 1937 USA | Hoher Weg 36 ⊙                                                            | 22. Feb. 2022 | |
|                                      | Hier wohnte Werner Stern Jg. 1926 deportiert 1942 Ghetto Warschau ermordet | Hoher Weg 36 ⊙                                                            | 22. Feb. 2022 | |
|                                      | Hier wohnte Eleonore Stern Jg. 1933 deportiert 1942 Ghetto Warschau ermordet | Hoher Weg 36 ⊙                                                            | 22. Feb. 2022 | |
|                                      | Hier wohnte Hermann Nathan Jg. 1888 Gedemütigt/entrechtet Flucht in den Tod 21.2.1945                                                                                                  | Hornemannstraße 9 ⊙                                                       | 22. Feb. 2022 | |
|                                      | Hier wohnte Clara Examus geb. Meyer Jg. 1877 Deportiert 1942 Ghetto Warschau Ermordet                                                                                                  | Hornemannstraße 9 ⊙                                                       | 2. Apr. 2025  | |
|                                      | Hier wohnte Käthe Jacoby geb. Becker | Hornemannstraße 9 ⊙                                                       | 2. Apr. 2025  | |
|                                      | Hier wohnte Meier Becker Jg. 1868 Deportiert 1942 Theresienstadt 1942 Treblinka ermordet                                                                                               | Hornemannstraße 11 ⊙                                                      | 12. Mai 2021  | |
|                                      | Hier wohnte Susanne Becker Jg. 1900 Deportiert 1942 Ghetto Warschau ermordet | Hornemannstraße 11 ⊙                                                      | 12. Mai 2021  | |
|                                      | Hier wohnte Alfred Becker Jg. 1914 Flucht 1938 England | Hornemannstraße 11 ⊙                                                      | 12. Mai 2021  | |
|                                      | Hier wohnte Wanda Jumpertz Jg. 1906 Zeugin Jehovas Verhaftet 1936 Ravensbrück Deportiert 1942 Auschwitz Befreit/überlebt                                                               | Immengarten 8 ⊙                                                           | 9. März 2012  | Wanda Jumpertz wurde 1936 als Zeugin Jehovas verhaftet und kam in das Konzentrationslager Ravensbrück. Von dort wurde sie 1942 nach Auschwitz deportiert und überlebte das KZ. |
|                                      | Hier wohnte Julius Mehl Jg. 1886 'Polenaktion' 1938 Bentschen/Zbaszyn Schicksal unbekannt                                                                                              | Jakobistraße 11 ⊙                                                         | 22. Feb. 2022 | |
|                                      | Hier wohnte Temma Mehl Geb. Bornstein Jg. 1884 'Polenaktion' 1938 Bentschen/Zbaszyn Schicksal unbekannt                                                                                | Jakobistraße 11 ⊙                                                         | 22. Feb. 2022 | |
|                                      | Hier wohnte Moses Mehl Jg. 1918 Flucht 1935 Palästina | Jakobistraße 11 ⊙                                                         | 22. Feb. 2022 | |
|                                      | Hier wohnte Sophie Mehl Jg. 1924 'Polenaktion' 1938 Bentschen/Zbaszyn Schicksal unbekannt                                                                                              | Jakobistraße 11 ⊙                                                         | 22. Feb. 2022 | |
|                                      | Hier wohnte Eva Mehl Jg. 1926 'Polenaktion' 1926 Bentschen/Zbaszyn Schicksal unbekannt                                                                                                 | Jakobistraße 11 ⊙                                                         | 22. Feb. 2022 | |
|                                      | Hier wohnte Marta Mehl Jg. 1931 'Polenaktion' 1938 Bentschen/Zbaszyn Schicksal unbekannt                                                                                               | Jakobistraße 11 ⊙                                                         | 22. Feb. 2022 | |
|                                      | Hier wohnte Adolf Mehl Jg. 1914 Flucht 1937 Palästina | Jakobistraße 11 ⊙                                                         | 2. Apr. 2025  | |
|                                      | Hier wohnte Berta Plaut Geb. Hornthal Jg. 1862 deportiert 1942 Theresienstadt ermordet 24.8.1942                                                                                       | Kaiser-Friedrich-Straße 8 ⊙                                               | 2. März 2023  | |
|                                      | Hier wohnte Emmy Goldschmidt Jg. 1883 deportiert 1942 Ghetto Warschau ermordet | Kaiserstraße 11 ⊙                                                         | 3. März 2024  | |
|                                      | Hier wohnte Karl Kappel Jg. 1877 deportiert 1942 Ghetto Warschau ermordet | Kaiserstraße 16 ⊙                                                         | 3. März 2024  | |
|                                      | Hier wohnte Erna Davidson geb. Brav Jg. 1988 deportiert 1942 Ghetto Warschau ermordet                                                                                                  | Kaiserstraße 42                                                           | 2. Apr. 2025  | |
|                                      | Hier wohnte Julie Palmbaum Geb. Cohn Jg. 1864 Deportiert 1942 Theresienstadt ermordet 12.10.1942                                                                                       | Kardinal-Bertram-Straße 17/18 ⊙                                           | 20. Juni 2017 | [ 1 ] |
|                                      | Hier wohnte Ella Palmbaum Jg. 1886 Deportiert 1942 Theresienstadt Ermordet in Auschwitz                                                                                                | Kardinal-Bertram-Straße 17/18 ⊙                                           | 20. Juni 2017 | |
|                                      | Hier wohnte Clara ’Claire’ Palmbaum Geb. Moosberg Jg. 1896 Deportiert 1942 Ghetto Warschau Ermordet                                                                                    | Kardinal-Bertram-Straße 17/18 ⊙                                           | 20. Juni 2017 | |
|                                      | Hier wohnte Julius Palmbaum Jg. 1891 Deportiert 1942 Ghetto Warschau Ermordet | Kardinal-Bertram-Straße 17/18 ⊙                                           | 20. Juni 2017 | |
|                                      | Hier wohnte Fritz Palmbaum Jg. 1922 Flucht 1938 Australien | Kardinal-Bertram-Straße 17/18 ⊙                                           | 20. Juni 2017 | |
|                                      | Hier wohnte Kurt Palmbaum Jg. 1924 Deportiert 1942 Ghetto Warschau Ermordet | Kardinal-Bertram-Straße 17/18 ⊙                                           | 20. Juni 2017 | |
|                                      | Hier wohnte Regina Schönenberg geb. Berg Jg. 1890 Deportiert 1942 Ghetto Warschau Tot Juli 1944                                                                                        | Königstraße 21 ⊙                                                          | 25. Nov. 2008 | |
|                                      | Hier wohnte Robert Schönenberg Jg. 1922 Flucht Holland Interniert Westerbork Verhaftet KZ Mauthausen Tot 2.7.1941                                                                      | Königstraße 21 ⊙                                                          | 25. Nov. 2008 | |
|                                      | Hier wohnte Alfred Lifmann Jg. 1895 Flucht 1933 Holland Interniert Westerbork Deportiert 1943 Bergen-Belsen 1944 Theresienstadt Auschwitz Ermordet 30.9.1944                           | Kreuzstraße 22 ⊙                                                          | 30. Nov. 2020 | |
|                                      | Hier wohnte Grete Lifmann Geb. Meyerhof Jg. 1899 Flucht 1933 Holland Interniert Westerbork Deportiert 1943 Bergen-Belsen 1944 Theresienstadt Befreit                                   | Kreuzstraße 22 ⊙                                                          | 30. Nov. 2020 | |
|                                      | Hier wohnte Margot Lifmann Jg. 1926 Flucht 1933 Holland Interniert Westerbork Deportiert 1943 Bergen-Belsen 1944 Theresienstadt Befreit                                                | Kreuzstraße 22 ⊙                                                          | 30. Nov. 2020 | |
|                                      | Hier wohnte Walter Lifmann Jg. 1923 Flucht 1933 Holland Interniert Westerbork Deportiert 1943 Auschwitz Ermordet 31.3.1944                                                             | Kreuzstraße 22 ⊙                                                          | 30. Nov. 2020 | |
|                                      | Hier wohnte Herbert Lifmann Jg. 1922 Flucht 1933 Frankreich Im Widerstand Vor Verhaftung Flucht Spanien Portugal, Palästina                                                            | Kreuzstraße 22 ⊙                                                          | 30. Nov. 2020 | |
|                                      | Hier wohnte Charlotte Franke-Merville Jg. 1874 Deportiert 1942 Theresienstadt Treblinka Ermordet 20.3.1943                                                                             | Küsthardtstraße 4 ⊙                                                       | 2. März 2023  | |
|                                      | Hier wohnte Magdalene Cohn Geb. Wurm Jg. 1910 Sog: Rassenschande 1942 Ravensbrück Entlassen 1943                                                                                       | Langer Hagen 32 ⊙                                                         | 1. März 2023  | |
|                                      | Hier wohnte Werner Cohn Jg. 1904 Flucht 1937 Holland Deportiert 1943 Sobibor Ermordet 11.6.1943                                                                                        | Langer Hagen 32 ⊙                                                         | 1. März 2023  | |
|                                      | Hier wohnte Leo Kosminski Jg. 1891 Deportiert 1942 Ghetto Warschau Ermordet | Lappenberg 21 ⊙                                                           | 17. Mai 2019  | Die Stolpersteine wurden vor der jüdischen Volksschule verlegt, die ab 1940 als Kinderheim genutzt wurde. |
|                                      | Hier wohnte Julia Kosminski Geb. Tuch Jg. 1888 Deportiert 1942 Ghetto Warschau Ermordet                                                                                                | Lappenberg 21 ⊙                                                           | 17. Mai 2019  | |
|                                      | Hier wohnte Manfred Kosminski Jg. 1924 Deportiert 1942 Ghetto Warschau Ermordet | Lappenberg 21 ⊙                                                           | 17. Mai 2019  | |
|                                      | Hier wohnte Marion Kosminski Jg. 1931 Deportiert 1942 Ghetto Warschau Ermordet | Lappenberg 21 ⊙                                                           | 17. Mai 2019  | |
|                                      | Hier wohnte Rut Kosminski Jg. 1919 Flucht 1938 Palästina | Lappenberg 21 ⊙                                                           | 17. Mai 2019  | |
|                                      | Hier wohnte Rita Kosminski Jg. 1915 Flucht 1938 Palästina | Lappenberg 21 ⊙                                                           | 17. Mai 2019  | |
|                                      | Hier wohnte Sella Kosminski Jg. 1917 Flucht 1938 Palästina | Lappenberg 21 ⊙                                                           | 17. Mai 2019  | |
|                                      | Hier wohnte Heinz Kosminski Jg. 1920 Flucht 1938 Palästina | Lappenberg 21 ⊙                                                           | 17. Mai 2019  | |
|                                      | Hier wohnte Heinan Tuch Jg. 1861 Deportiert 1942 Theresienstadt 1942 Treblinka Ermordet                                                                                                | Lappenberg 21 ⊙                                                           | 17. Mai 2019  | |
|                                      | Hier wohnte Eva Von der Wall Geb. Wolff Jg. 1895 Deportiert 1942 Ghetto Warschau Ermordet                                                                                              | Lappenberg 21 ⊙                                                           | 22. Feb. 2022 | |
|                                      | Hier wohnte Manfred Von der Wall Jg. 1922 Deportiert 1942 Ghetto Warschau Ermordet | Lappenberg 21 ⊙                                                           | 22. Feb. 2022 | |
|                                      | Hier wohnte Gerda Von der Wall Jg. 1927 Deportiert 1942 Ghetto Warschau Ermordet | Lappenberg 21 ⊙                                                           | 22. Feb. 2022 | |
|                                      | Hier wohnte Henriette Von der Wall Jg. 1930 Deportiert 1942 Ghetto Warschau Ermordet                                                                                                   | Lappenberg 21 ⊙                                                           | 22. Feb. 2022 | |
|                                      | Hier wohnte Rosette de Vries geb. Jacobs Jg. 1912 Deportiert 1942 Auschwitz ermordet                                                                                                   | Lappenberg 21 ⊙                                                           | 2. Apr. 2025  | |
|                                      | Hier wohnte Elisa de Vries Jg. 1929 Deportiert 1943 Auschwitz ermordet | Lappenberg 21 ⊙                                                           | 2. Apr. 2025  | |
|                                      | Hier wohnte Karl de Vries Jg. 1934 Deportiert 1942 Auschwitz ermordet | Lappenberg 21 ⊙                                                           | 2. Apr. 2025  | |
|                                      | Hier wohnte Pater OMI Friedrich Lorenz Jg. 1897 Verhaftet 4.2.1943 Stettin 'Wehrkraftzersetzung' Militärgericht Torgau Verurteilt 4.9.1944 Hingerichtet 13.11.1944 'Roter Ochse' Halle | Leunisstraße 33 ⊙                                                         | 22. Feb. 2022 | |
|                                      | Hier wohnte Albert Schürmann Jg. 1883 Deportiert 1942 Ghetto Warschau Ermordet | Lucienvörder Straße 22 ⊙                                                  | 30. Nov. 2020 | |
|                                      | Hier wohnte Else Schürmann Geb. Neufeld Jg. 1894 Deportiert 1942 Ghetto Warschau Ermordet                                                                                              | Lucienvörder Straße 22 ⊙                                                  | 30. Nov. 2020 | |
|                                      | Hier wohnte Hans Schürmann Jg. 1920 Deportiert 1942 Ghetto Warschau Ermordet | Lucienvörder Straße 22 ⊙                                                  | 30. Nov. 2020 | |
|                                      | Hier wohnte Walter Schürmann Jg. 1921 deportiert 1942 Ghetto Warschau Ermordet | Lucienvörder Straße 22 ⊙                                                  | 30. Nov. 2020 | |
|                                      | Hier wohnte Willy Schürmann Jg. 1886 Flucht 1941 USA | Lucienvörder Straße 22 ⊙                                                  | 2. Apr. 2025  | |
|                                      | Hier wohnte Alma Schürmann geb. Müller Jg. 1890 Flucht 1941 USA Suizid 16.4.1942 | Lucienvörder Straße 22 ⊙                                                  | 2. Apr. 2025  | |
|                                      | Hier wohnte Fritz Schürmann Jg. 1915 Flucht 1941 USA | Lucienvörder Straße 22 ⊙                                                  | 2. Apr. 2025  | |
|                                      | Hier wohnte Hanne-Lore Schürmann Flucht 1941 USA | Lucienvörder Straße 22 ⊙                                                  | 2. Apr. 2025  | |
|                                      | Hier wohnte Heinrich Frömke Jg. 1870 Von SA misshandelt 4.4.1933 Tot an den Folgen 24.4.1933                                                                                           | Marktstraße 25 (heute gegenüber von Marktstraße 18 im Zugang zur Lilie) ⊙ | 30. Nov. 2020 | |
|                                      | Hier predigte Pastor Paul Siemens Jg. 1880 Gedemütigt/entrechtet Flucht in den Tod 13.12.1940                                                                                          | Michaelisplatz 2 (Treppenaufgang Michaeliskirche) ⊙                       | 27. März 2017 | Paul Siemens war Pastor an der Michaeliskirche und nahm sich nach zwei Wochen Haft 1940 selbst das Leben. |
|                                      | Hier wohnte Siegfried Davidson Jg. 1868 Flucht 1939 Luxemburg Tot 18.12.1941 | Mozartstraße 8 ⊙                                                          | 17. Mai 2019  | |
|                                      | Hier wohnte Anna Davidson geb. Davidson Jg. 1874 Flucht 1939 Luxemburg Interniert Fünfbrunnen Deportiert 1942 Theresienstadt Flucht in den Tod 12.8.1942                               | Mozartstraße 8 ⊙                                                          | 17. Mai 2019  | |
|                                      | Hier wohnte Hilda Stolte Jg. 1931 Deportiert 1943 Auschwitz Ermordet 14.6.1943 | Neustädter Markt 5 ⊙                                                      | 14. März 2011 | |
|                                      | Hier wohnte Auguste Wehmeyer geb. Braun Jg. 1881 Bibelforscherin Mehrmals verhaftet Zuletzt 1940 Zuchthaus Hannover Tot bei Bombenangriff 22.2.1945                                    | Neustädter Markt 26a ⊙                                                    | 14. März 2011 | Auguste Wehmeyer wurde als Zeugin Jehovas von den Nationalsozialisten verfolgt und mehrfach inhaftiert. |
|                                      | Hier wohnte Georg Wehmeyer Jg. 1876 Bibelforscher Mehrmals verhaftet Zuletzt 1940 Zuchthaus Hannover Tot bei Bombenangriff 22.2.1945                                                   | Neustädter Markt 26a ⊙                                                    | 14. März 2011 | Georg Wehmeyer wurde als Zeuge Jehovas von den Nationalsozialisten verfolgt und mehrfach inhaftiert. |
|                                      | Hier wohnte Erwin Wehmeyer Jg. 1910 Bibelforscher Verhaftet Neuengamme Tot 2.12.1944                                                                                                   | Neustädter Markt 26a ⊙                                                    | 9. März 2012  | Erwin Wehmeyer wurde als Zeuge Jehovas von den Nationalsozialisten verfolgt, er starb am 2. Dezember 1944 im KZ Neuengamme. |
|                                      | Hier wohnte Berta Güdemann Geb. Fränkel Jg. 1867 Deportiert 1942 Theresienstadt Ermordet 30.6.1943                                                                                     | Neustädter Markt 41 ⊙                                                     | 30. Nov. 2020 | |
|                                      | Hier wohnte Hanna Güdemann Jg. 1891 Deportiert 1942 Theresienstadt 1944 Auschwitz Ermordet                                                                                             | Neustädter Markt 41 ⊙                                                     | 30. Nov. 2020 | |
|                                      | Hier wohnte Carry van Biema Jg. 1881 Flucht Niederlande 1938 interniert Westerbork deportiert Auschwitz 1942 ermordet 31.8.1942                                                        | Obergstraße 8                                                             | 2. Apr. 2025  | |
|                                      | Hier wohnte Günther Brandy Jg. 1884 Deportiert 1945 Theresienstadt Befreit | Orleansstraße 20 ⊙                                                        | 1. März 2023  | |
|                                      | Hier wohnte Hildegard Brandy Geb. Sadee Jg. 1884 Ausgegrenzt/drangsaliert Überlebt | Orleansstraße 20 ⊙                                                        | 1. März 2023  | |
|                                      | Hier wohnte Berta Caszler Geb. Rosenbaum Jg. 1862 Gedemütigt/entrechtet Judenstern verweigert Flucht in den Tod 7.7.1942                                                               | Osterstraße 3 ⊙                                                           | 27. März 2017 | |
|                                      | Hier wohnte Robert Bloch Jg. 1884 deportiert 1942 Ghetto Warschau ermordet | Osterstraße 39 ⊙                                                          | 22. Feb. 2022 | |
|                                      | Hier wohnte Margarethe Bloch geb. Levy Jg. 1897 deportiert 1942 Ghetto Warschau ermordet                                                                                               | Osterstraße 39 ⊙                                                          | 22. Feb. 2022 | |
|                                      | Hier wohnte Moritz Neubach Jg. 1887 Flucht Tschechoslowakei deportiert 1941 Ghetto Minsk ermordet                                                                                      | Osterstraße 39 ⊙                                                          | 4. März 2024  | |
|                                      | Hier wohnte Minna Neubach geb. Schiel Jg. 1889 deportiert 1942 Ghetto Warschau ermordet                                                                                                | Osterstraße 39 ⊙                                                          | 4. März 2024  | |
|                                      | Hier wohnte Erich Neubach Jg. 1921 Flucht 1936 Palästina | Osterstraße 39 ⊙                                                          | 4. März 2024  | |
|                                      | Hier wohnte Heinz Neubach Jg. 1923 Flucht 1936 Palästina | Osterstraße 39 ⊙                                                          | 4. März 2024  | |
|                                      | Hier wohnte Rudolf Davidson Jg. 1872 Geschäft „arisiert“ 1939 Deportiert 1941 Lodz / Litzmannstadt 1942 Chelmno / Kulmhof Ermordet Sept. 1942                                          | Osterstraße 56 ⊙                                                          | 30. Nov. 2020 | |
|                                      | Hier wohnte Martha Davidson geb. Daniel Jg. 1879 Geschäft „arisiert“ 1939 Deportiert 1941 Lodz / Litzmannstadt 1942 Chelmno / Kulmhof Ermordet 8.5.1942                                | Osterstraße 56 ⊙                                                          | 30. Nov. 2020 | |
|                                      | Hier wohnte Emil Levy Jg. 1874 deportiert 1942 Warschau ermordet | Ostertor 7 ⊙                                                              | 1. März 2023  | |
|                                      | Hier wohnte Mathilde Levy geb. Kahn Jg. 1882 deportiert 1942 Warschau ermordet | Ostertor 7 ⊙                                                              | 1. März 2023  | |
|                                      | Hier wohnte Gertrud Boas geb. Levy Jg. 1906 Flucht Holland interniert Westerbork deportiert Auschwitz ermordet 13.11.1942                                                              | Ostertor 7 ⊙                                                              | 4. März 2024  | |
|                                      | Hier wohnte Henni Frogel Geb. Frenkel Jg. 1898 Flucht 1936 Südafrika | Peiner Straße 1 ⊙                                                         | 22. Feb. 2022 | |
|                                      | Hier wohnte Hans Frogel Jg. 1924 Flucht 1936 Südafrika | Peiner Straße 1 ⊙                                                         | 22. Feb. 2022 | |
|                                      | Hier wohnte Emil Hirsch Jg. 1870 Deportiert 1942 Theresienstadt Ermordet 21.11.1942 | Peiner Straße 50 ⊙                                                        | 17. Mai 2019  | |
|                                      | Hier wohnte Moritz Schiel Jg. 1860 deportiert 1942 Theresienstadt ermordet 26.8.1942                                                                                                   | Scheelenstraße 14 ⊙                                                       | 22. Feb. 2022 | |
|                                      | Hier wohnte Alma Schiel Jg. 1888 deportiert 1942 Ghetto Warschau ermordet | Scheelenstraße 14 ⊙                                                       | 22. Feb. 2022 | |
|                                      | Hier wohnte Otto Schürmann Jg. 1890 gedemütigt / entrechtet überlebt | Schützenwiese 4, Ecke Michelsenstrasse                                    | 2. Apr. 2025  | |
|                                      | Hier wohnte Ella Schürmann geb. David Jg. 1893 gedemütigt / entrechtet überlebt | Schützenwiese 4, Ecke Michelsenstrasse                                    | 2. Apr. 2025  | |
|                                      | Hier wohnte Evelise Schürmann Jg. 1929 Flucht 1940 England | Schützenwiese 4, Ecke Michelsenstrasse                                    | 2. Apr. 2025  | |
|                                      | Hier lernte Albert Blank Jg. 1872 Deportiert 1942 Theresienstadt Ermordet 31.7.1942 | Steingrube 19 (Eingang Scharnhorstgymnasium) ⊙                            | 27. März 2017 | |
|                                      | Hier lernte Sally Friedheim Jg. 1876 Verhaftet 28.5.1942 Gefängnis Dresden Ermordet 12.6.1942                                                                                          | Steingrube 19 (Eingang Scharnhorstgymnasium) ⊙                            | 27. März 2017 | |
|                                      | Hier lernte Fritz Neuhaus Jg. 1898 Flucht Holland Interniert Westerbork deportiert 1942 Sobibor Ermordet 16.4.1943                                                                     | Steingrube 19 (Eingang Scharnhorstgymnasium) ⊙                            | 27. März 2017 | |
|                                      | Hier lernte Hugo Leon Jg. 1871 Deportiert 1942 Theresienstadt Ermordet 9.4.1944 | Steingrube 19 (Eingang Scharnhorstgymnasium) ⊙                            | 27. März 2017 | |
|                                      | Hier lernte Kurt Palmbaum Jg. 1924 Deportiert 1942 Ghetto Warschau Ermordet | Steingrube 19 (Eingang Scharnhorstgymnasium) ⊙                            | 27. März 2017 | |
|                                      | Hier lernte Carl Stamm Jg. 1867 Gedemütigt/entrechtet Flucht in den Tod 28.10.1941 | Steingrube 19 (Eingang Scharnhorstgymnasium) ⊙                            | 27. März 2017 | |
|                                      | Hier lernte Richard Levi Jg. 1899 Flucht Holland Interniert Westerbork Deportiert 1942 Auschwitz Ermordet 12.8.1942                                                                    | Steingrube 19 (Eingang Scharnhorstgymnasium) ⊙                            | 30. Nov. 2020 | |
|                                      | Hier lernte Walther Robens Jg. 1900 Deportiert 1942 Theresienstadt Ermordet | Steingrube 19 (Eingang Scharnhorstgymnasium) ⊙                            | 30. Nov. 2020 | |
|                                      | Hier lernte Hans Wollberg Jg. 1904 Flucht 1939 Holland Interniert Westerbork Deportiert 1943 Sobibor Ermordet 23.7.1943                                                                | Steingrube 19 (Eingang Scharnhorstgymnasium) ⊙                            | 30. Nov. 2020 | |
|                                      | Hier lernte Herbert Davidson Jg. 1898 Flucht 1936 Holland Interniert Westerbork Deportiert 1943 Sobibor Ermordet 23.7.1943                                                             | Steingrube 19 (Eingang Scharnhorstgymnasium) ⊙                            | 30. Nov. 2020 | |
|                                      | Hier lernte Walter Meininger Jg. 1896 Flucht Holland Interniert Westerbork Deportiert 1943 Sobibor Ermordet 7.5.1943                                                                   | Steingrube 19 (Eingang Scharnhorstgymnasium) ⊙                            | 30. Nov. 2020 | |
|                                      | Hier lernte Robert Schönenberg Jg. 1922 Flucht 1939 Holland Interniert Westerbork Deportiert 1941 Mauthausen Ermordet 2.7.1941                                                         | Steingrube 19 (Eingang Scharnhorstgymnasium) ⊙                            | 30. Nov. 2020 | |
|                                      | Hier wohnte Walter Adler Jg. 1900 'Schutzhaft' 1938 Buchenwald Tod an den Folgen 22. Jan. 1938                                                                                         | Steuerwalder Straße 20 ⊙                                                  | 1. März 2023  | |
|                                      | Hier wohnte Hedwig Manasse Geb. Grabe Jg. 1874 Deportiert 1942 Theresienstadt 1942 Treblinka Ermordet                                                                                  | Steuerwalder Straße 20 ⊙                                                  | 1. März 2023  | |
|                                      | Hier wohnte Heinz Manasse Jg. 1902 Flucht 1940 Jugoslawien Schicksal nie geklärt | Steuerwalder Straße 20 ⊙                                                  | 1. März 2023  | |
|                                      | Hier wohnte Ernst Manasse Jg. 1905 Flucht 1940 England | Steuerwalder Straße 20 ⊙                                                  | 1. März 2023  | |
|                                      | Hier wohnte Therese Edelstein Jg. 1881 Flucht Holland 1939 interniert 1943 Westerbork deportiert Sobibór ermordet 13.3.1943                                                            | Teichstr. 13a                                                             | 2. Apr. 2025  | |
|                                      | Hier wohnte Anna Sabel Jg. 1871 Deportiert 1942 Theresienstadt Treblinka Ermordet | Teichstraße 27 ⊙                                                          | 22. Feb. 2022 | |
|                                      | Hier wohnte Ida Hirsch Geb. Alexander Jg. 1873 Deportiert 1942 Theresienstadt 1942 Treblinka Ermordet                                                                                  | Teichstraße 27 ⊙                                                          | 2. März 2023  | |
|                                      | Hier wohnte Teodor Hirsch Jg. 1896 Deportiert 1942 Warschau Ermordet | Teichstraße 27 ⊙                                                          | 2. März 2023  | |
|                                      | Hier wohnte Josef Beim Jg. 1893 'Polenaktion' 1938 Bentschen/Zbaszyn Schicksal nie geklärt                                                                                             | Viktoriastraße 33 ⊙                                                       | 2. März 2023  | |
|                                      | Hier wohnte Fanny Beim Geb. Fiebach Jg. 1893 'Polenaktion' 1938 Bentschen/Zbaszyn Schicksal nie geklärt                                                                                | Viktoriastraße 33 ⊙                                                       | 2. März 2023  | |
|                                      | Hier wohnte Regina Beim Jg. 1920 'Polenaktion' 1938 Bentschen/Zbaszyn Schicksal nie geklärt                                                                                            | Viktoriastraße 33 ⊙                                                       | 2. März 2023  | |
|                                      | Hier wohnte Hilda Beim Jg. 1923 'Polenaktion' 1938 Bentschen/Zbaszyn Schicksal nie geklärt                                                                                             | Viktoriastraße 33 ⊙                                                       | 2. März 2023  | |
|                                      | Hier wohnte Max Beim Jg. 1925 'Polenaktion' 1938 Bentschen/Zbaszyn Schicksal nie geklärt                                                                                               | Viktoriastraße 33 ⊙                                                       | 2. März 2023  | |
|                                      | Hier wohnte Golde Beim Jg. 1927 'Polenaktion' 1938 Bentschen/Zbaszyn Schicksal nie geklärt                                                                                             | Viktoriastraße 33 ⊙                                                       | 2. März 2023  | |
|                                      | Hier wohnte Henriette Spier Geb. Roseboom Jg. 1909 Deportiert 1942 Ghetto Warschau Ermordet in Treblinka                                                                               | Vionvillestraße 6 ⊙                                                       | 27. Sep. 2018 | |
|                                      | Hier wohnte Hermann Spier Jg. 1899 Deportiert 1942 Ghetto Warschau Ermordet 1944 Treblinka                                                                                             | Vionvillestraße 6 ⊙                                                       | 27. Sep. 2018 | |
|                                      | Hier wohnte Ernst Baum Jg. 1898 Flucht 1937 Holland interniert Westerbork deportiert 1944 Theresienstadt Auschwitz - befreit tot 28.2.1945                                             | Wallstraße 10a ⊙                                                          | 22. Feb. 2022 | |
|                                      | Hier wohnte Gerd Baum Jg. 1933 Flucht 1937 Holland interniert Westerbork deportiert 1944 Theresienstadt Auschwitz ermordet 7.7.1944                                                    | Wallstraße 10a ⊙                                                          | 22. Feb. 2022 | |
|                                      | Hier wohnte Edith Baum Geb. Hartog Jg. 1911 Flucht 1937 Holland interniert Westerbork deportiert 1944 Theresienstadt Auschwitz ermordet 7.7.1944                                       | Wallstraße 10a ⊙                                                          | 22. Feb. 2022 | |
|                                      | Hier wohnte Julius Frank Jg. 1859 ‚Schutzhaft‘ 1938 KZ Buchenwald tot an den Folgen 13.12.1938                                                                                         | Wallstraße 10a ⊙                                                          | 4. März 2024  | |
|                                      | Hier wohnte Fronica Frank geb. Schott Jg. 1869 Flucht 1938 Holland interniert Westerbork deportiert Auschwitz ermordet 5.2.1943                                                        | Wallstraße 10a ⊙                                                          | 4. März 2024  | |
|                                      | Hier wohnte Joseph May Jg. 1888 Deportiert 1942 Warschau Ghetto ermordet | Weißenburger Straße 13                                                    | 2. Apr. 2025  | |
|                                      | Hier wohnte Henriette May geb. Michel Jg. 1887 Deportiert 1942 Warschau Ghetto ermordet                                                                                                | Weißenburger Straße 13                                                    | 2. Apr. 2025  | |
|                                      | Hier wohnte Ellen May Jg. 1923 Flucht 1939 England | Weißenburger Straße 13                                                    | 2. Apr. 2025  | |
|                                      | Hier wohnte Bella Michelsen Jg. 1872 deportiert 1942 Theresienstadt ermordet 5.11.1942                                                                                                 | Wollenweberstraße 69 ⊙                                                    | 4. März 2024  | |
|                                      | Hier wohnte Otto Meyerhof Jg. 1868 Deportiert 1942 Theresienstadt Ermordet Okt. 1944 Auschwitz                                                                                         | Zingel 18 ⊙                                                               | 17. Mai 2019  | |
|                                      | Hier wohnte Edith Meyerhof geb. Dux Jg. 1892 Deportiert 1942 Theresienstadt Ermordet Okt. 1944 Auschwitz                                                                               | Zingel 18 ⊙                                                               | 17. Mai 2019  | |
|                                      | Hier wohnte Hugo Meyerhof Jg. 1924 Flucht 1939 England Tot 17.6.1939 | Zingel 18 ⊙                                                               | 17. Mai 2019  | |
|                                      | Hier wohnte Annie Löbenstein Verh. Kestelyn Jg. 1914 Flucht 1938 Schweiz | Zingel 18 ⊙                                                               | 17. Mai 2019  | |
|                                      | Hier wohnte Elsa Dux Geb. Edel Jg. 1866 Deportiert 1942 Theresienstadt Ermordet 21.10.1942                                                                                             | Zingel 18 ⊙                                                               | 17. Mai 2019  | |
|                                      | Hier wohnte Elsbeth Oppenheimer Geb. Kohen Jg. 1870 Deportiert 1942 Theresienstadt 1942 Treblinka Ermordet                                                                             | Zingel 33 ⊙                                                               | 30. Nov. 2020 | Bereits im Januar 2012 wurde für sie in der Goslarschen Straße 65–66 am Goethegymnasium ein Stolperstein verlegt. |

## Verlegungen
- 25. November 2008: drei Stolpersteine an zwei Adressen
- 17. August 2010: 15 Stolpersteine an einer Adresse
- 14. März 2011: drei Stolpersteine an zwei Adressen
- 23. Januar 2012: 16 Stolpersteine an einer Adresse
- 9. März 2012: fünf Stolpersteine an drei Adressen
- 30. Juni 2015: zwei Stolpersteine an einer Adresse
- 27. März 2017: zwölf Stolpersteine an fünf Adressen[4]
- 20. Juni 2017: sechs Stolpersteine an einer Adresse
- 27. September 2018: vier Stolpersteine an zwei Adressen
- 17. Mai 2019: 29 Stolpersteine an sechs Adressen[5]
- 30. November 2020: 30 Stolpersteine an neun Adressen[6]
- 12. Mai 2021: 27 Stolpersteine an sieben Adressen[7]
- 22. Februar 2022: 30 Stolpersteine an elf Adressen[8]
- 1. und 2. März 2023: 47 Stolpersteine[9]
- 3. und 4. März 2024: 32 Stolpersteine an 13 Adressen[10]
- 2. April 2025: 28 Stolpersteine an 13 Adressen